# Woodlarkia scorpionides
Woodlarkia scorpionides ist eine auf Woodlark heimische Gespenstschrecken-Art und der bisher einzige beschriebene Vertreter der Gattung Woodlarkia. Ihre systematische Stellung ist umstritten, da die Insel Woodlark weit außerhalb des Verbreitungsgebietes der restlichen Vertreter der Unterfamilie Dataminae liegt und weder Abbildungen noch Typusmaterial der Art existieren.

## Merkmale
Die schmalen, oberseits dachförmigen, sonst zylindrischen, rötlich gefärbten Männchen sind etwa 34 mm lang. Ihre Fühler erreichen fast Körperlänge. Sie tragen auf dem Kopf zwei und auf dem Pronotum vier Dornen. Das Mesonotum hat seitlich je fünf Stacheln und oberseits einen gegabelten Stachel am Hinterrand. Das Metanotum zeigt eine Querreihe aus fünf Dornen. Das fünfte Tergit des Abdomens ist am Vorderrand mit einem einzelnen Dorn ausgestattet. Die Schenkel sind leicht bedornt und nicht verdickt.

Die gedrungenen Weibchen ähneln in ihrer Körperform denen der Gattung Eurycantha, erreichen aber nur 50 mm Länge. Sie zeigen auf grauer bis rötlicher Grundfarbe eine braune Längslinie. Ihre Fühler sind kürzer. Kopf und Pronotum zeigen ebenfalls zwei bzw. vier Dornen wie bei den Männchen. Das Mesonotum trägt seitlich vier Dornen sowie drei flache Stacheln mit zwei Spitzen. Das Metanotum ist oberseits mit sechs und unterhalb mit zwei Stacheln bewährt. Die vorderen fünf Abdominaltergite haben je drei, das siebte und achte jeweils nur einen mittig gelegenen Dorn. Die Schenkel sind leicht bestachelt.

## Systematik
Die Art wurde 1855 von Xavier Montrouzier unter dem Basionym Karabidion scorpionides beschrieben. In der kurzen Beschreibung wird sie gemeinsam mit Karabidion horridum (heute wieder Eurycantha horrida), den ebenfalls von ihm in dieser Arbeit beschriebenen Karabidion micracanthum (heute Eurycantha micracantha) und Karabidion australe (heute Dryococelus australis) in die ebenfalls neubeschriebene Gattung Karabidion eingeordnet. Diese gilt heute als synonym zu Eurycantha. Schon 1859 überführt John Obadiah Westwood alle Arten in die Gattung Eurycantha. Josef Redtenbacher stellt 1906 Eurycantha scorpionides unter Vorbehalt in die Gattung Pylaemenes. Klaus Günther beschreibt 1932 eigens für diese Art die Gattung Woodlarkia. Günther ordnet diese in die Therameninae (heute Synonym zu Obriminae) ein. Gleichzeitig hält er die Einordnung in andere Taxa für wahrscheinlich, etwa in die Verwandtschaft der unter anderem auf Neuguinea heimischen Gattung Neopromachus. Auch James Abram Garfield Rehn und sein Sohn John W. H. Rehn erwähnen 1939, dass die Art wegen des fehlenden Materials nicht zuzuordnen ist. Um ihre Arbeit zu vervollständigen, ordnen sie diese den Datamini zu, die sie in ihrer Arbeit als Tribus innerhalb der Obriminae errichtet haben. Seither wurde die systematische Position der Art zwar mehrfach diskutiert, aber nicht mehr verändert. Da sämtliche Syntypen dieser Art verschollen sind, ist ein Vergleich mit dem Typusmaterial nicht möglich. Aufgrund der ursprünglichen Zuordnung in die Gattung Karabidion bzw. Eurycantha, deren Vertreter große und kräftige Arten sind und sich unter anderem durch einen Ovipositor auszeichnen, gilt die Einordnung der Art in die ansonsten kleinen Datamini, die keinen Ovipositor haben, als unwahrscheinlich. Außerdem liegt der genannte Fundort der Art, die Insel Woodlark, östlich von Neuguinea und damit sehr weit außerhalb des sonstigen Verbreitungsgebietes der Datamini. Eine Zuordnung in die Verwandtschaft der Tribus Eurycanthini gilt als wahrscheinlicher.